# پولکوفنیکوو
پولکوفنیکوو (به لاتین: Polkovnikovo) یک منطقهٔ مسکونی در روسیه است که در سرزمین آلتای واقع شده‌است.